# Don à l'étalage
Le don à l'étalage est une technique de distribution gratuite de contenus culturels libres qui vise à détourner les systèmes de la grande distribution.

## Présentation
Le don à l'étalage, qui se veut l'inverse du vol à l'étalage, est une stratégie de distribution utilisée par certains artistes et qui consiste à déposer ses œuvres culturelles (CD musicaux, œuvres littéraires…) gratuitement dans les rayons des commerces, et ce, sans autorisation. Le but principal est de se faire connaître, et/ou de remettre en cause le système de distribution traditionnel.
Le terme don à l'étalage (droplifting en anglais) a été pour la première fois utilisé par Richard Holland qui a utilisé cette technique pour distribuer des disques de The Institute for Sonic Ponderance.

## Principales actions d'envergure

### En Amérique du Nord, le projet Droplift
Le projet Droplift est né en 1999 sur une liste de diffusion. Plusieurs artistes cherchaient à dénoncer les dangers des lois sur la propriété intellectuelle pour la création artistique. Ils ont alors décidé d'utiliser des samples d'extraits audio sous copyright, de les remixer et de composer ainsi un album. Les extraits audios ont néanmoins été choisis suffisamment courts et nombreux pour pouvoir déclarer les utiliser tous dans le cadre du fair use. Ils ont ainsi composé en 2000 un album qu'ils ont placé dans le domaine public.
Pour le distribuer, ils proposent de télécharger les morceaux et la couverture depuis un site Internet , de graver le CD, de composer une couverture de manière artisanale, et donnent des conseils pour le déposer gratuitement et de manière visible dans des magasins de disque.

### En France, Fuzzkhan
En France, Fuzzkhan a décidé de distribuer de la même manière ses disques en CD-R depuis le début de l'année 2003 avec à l'époque le nom de la Fondation Babybrul (qui n'existe plus désormais), et depuis 2005 le CD de musique électronique "Scratch K7 et aventures Interstitielles" (avec le site Bricomusik comme autre support ) . Fuzzkhan a déclaré ne pas vouloir « vivre de son art » Il diffuse son album « sans copyright » et a voulu le distribuer gratuitement. La technique de distribution de don à l'étalage permet selon lui « de s'auto-distribuer chez des disquaires "grand public" sans devenir une marchandise culturelle, de faire sa musique chez soi et de graver des CD petit à petit pour les répandre de manière parasite dans les circuits marchands. » Les principaux lieux de distribution visés étaient des magasins FNAC ou Virgin.

### Aujourd'hui
En 2005, le disque de Fuzzkhan et le CD du projet Droplift sont toujours distribués de manière ponctuelle grâce à la technique du don à l'étalage. Des actions de don à l'étalage portant sur d'autres œuvres et d'autres supports sont également menées.

## Polémiques autour de la légalité de ces actions
- Outre des questions sur la pertinence de son action, la fondation Babybrul et le mouvement du don à l'étalage ont subi plusieurs dénigrements liés a l'utilisation sans autorisation de l'étalage des marchands. Il n'existe pas de loi concernant le dépôt d'objets dans les commerces, néanmoins, les rayonnages sont la propriété exclusive du magasin et les responsables peuvent, s'ils le souhaitent, interdire de telles pratiques dans leurs conditions générales de vente. Le service de sécurité de La FNAC de Marseille a d'ailleurs contacté la fondation Babybrul en octobre 2003 pour leur signaler que le don à l'étalage était proscrit dans le magasin. D'autre part, la fondation BabyBrul, contrairement au projet Droplift, se prononçait clairement en faveur d'actions illégales. Enfin, Fuzzkhan avait déclaré qu'il volait des CD-ROM vierges pour graver ses albums.

- Le projet Droplift, quant à lui, joue sur l'utilisation du fair use dont les limites juridiques sont floues.